# Ткаченко, Юлия Семёновна
Юлия Семёновна Ткаче́нко (укр. Юлія Семенівна Ткаченко; 25 июля 1928 — 21 марта 2008) — советская и украинская актриса театра и кино. Народная артистка УССР (1970).

## Биография
Родилась 25 июля 1928 года в Киеве в творческой семье. Отец — Семён Михайлович Ткаченко был театральным режиссёром, директором Киевского театра имени Франко, затем ректором Киевского института театрального искусства. Мать — актриса Екатерина Рой.
В 1946—1950 годах училась в КИТД имени И. К. Карпенко-Карого (мастерская В. Б. Вильнера). Незадолго до окончания вышла замуж за однокурсника М. А. Заднепровского.
С 1950 года на сцене КУАДТ имени И. Я. Франко. В её репертуаре в основном изысканные аристократичные женские образы, как правило классического репертуара.
Ю. С. Ткаченко умерла 21 марта 2008 года. Похоронена в Киеве на Байковом кладбище.

## Творчество

### Роли в театре
- «Антигона» Софокла — Антигона
- «Кассандра» Л. Украинки — Кассандра
- «Ярослав Мудрый» И. А. Кочерги — Ингеборга
- «Память сердца» А. Е. Корнейчука — Элла
- «Грех» В. К. Винниченко — Елена Карповна
- «Санаторная зона» Н. Г. Хвылевого — Мать
- «Ночь перед Рождеством» по Н. В. Гоголю — Екатерина II
- «Визит старой дамы» Ф. Дюрренматта — Клер Цаханесьян

### Фильмография
- 1943 — Радуга
- 1959 — Весёлка
- 1974 — Кассандра
- 1979 — Ты только не плачь
- 1990 — Фуфель
- 1992 — Киевские просители
- 1995 — Остров любви

## Семья
- муж — Заднепровский, Михаил Александрович (1924—1980), народный артист УССР, актёр Театра имени Ивана Франко.
- сын — Заднепровский, Александр Михайлович (род. 1953), народный артист Украины, актёр Театра имени Ивана Франко.
- внук — Заднепровский, Назар Александрович (род. 1975), народный артист Украины, актёр Театра имени Ивана Франко

## Награды и премии
- народная артистка УССР (1970)
- Государственная премия УССР имени Т. Г. Шевченко (1971) — за исчполнение роли Эллы в спектакле «Память сердца» А. Е. Корнейчука
- Орден княгини Ольги III степени (1999)[2]